# Адоратский, Владимир Викторович
Влади́мир Ви́кторович Адора́тский (7 (19) августа 1878, Казань — 5 июня 1945, Москва) — участник российского революционного движения, советский историк, философ

-марксист. Академик АН СССР (1932), профессор (1926), доктор исторических наук (1934). В 1931—1939 гг. директор Института Маркса — Энгельса — Ленина, в 1936—1939 гг. также руководил Институтом философии АН СССР. Перед тем профессор и завкафедрой МГУ.
Член Центральной ревизионной комиссии ВКП(б) (1934—1939). Делегат XVI, XVII и XVIII съездов ВКП(б).

## Биография
Родился в небогатой купеческой семье. После окончания гимназии в 1897 г. поступил на математический факультет Казанского университета, но в 1898 г. перевёлся на юридический факультет, который окончил в июле 1903 г. и был оставлен при кафедре русского государственного права «на свой счёт».
Присоединился к революционному движению в 1900 г. В 1903 г. вынужден отправиться в эмиграцию в Берлин и Женеву, где в 1904 г. вступает в РСДРП. Вернувшись в том же году в Россию, арестован и сослан в Астраханскую губернию. В 1906 г. был выслан в Швейцарию. В 1908 г. вновь возвращается на родину. В 1911—1912 живёт в Париже, Лондоне (встретившись там с известными членами лейбористской партии Сиднеем и Беатрисой Вебб), Берлине, после чего в очередной раз возвращается в Россию, чтобы в 1914 г. оказаться в Мюнхене, где с началом Первой мировой войны был задержан как российский подданный в качестве гражданского пленного.
После Октябрьской революции, в 1918 г. возвращается на родину. Так как здоровье Адоратского сильно подорвано голоданием в германском плену, он не может «заняться какой-либо работой, кроме чисто кабинетной» и посвящает себя науке.
В сентябре 1919 года командируется из Москвы в Казань на работы по организации рабфака, «на усиление и присмотр». Подготовительная работа была завершена к 1 ноября 1919 года и состоялось открытие рабфака Казанского университета, пятого по счету в РСФСР. В президиум рабочего факультета был избран и Владимир Викторович, преподаватель истории.
В начале 1920 года его назначают директором Новоромановского архива. Потом в 1920—1928 гг. он становится заместителем заведующего Центрального архивного управления. В 1923—1925 гг. профессор кафедры исторического материализма факультета общественных наук МГУ, в 1925—1930 гг. — кафедр истории ВКП(б) этнологического факультета, а также истории классовой борьбы и ленинизма факультета советского права; в 1930—1931 гг. заведующий общеуниверситетской кафедрой марксизма-ленинизма. В 1931 г. перешел в МИФЛИ.
Адоратский был одним из первых философов, кто начал превозносить Сталина как «теоретика ленинизма и вождя мирового пролетариата». В декабре 1929 года, в связи с 50-летием Иосифа Виссарионовича, к ведущим философам-марксистам обратились с предложением восславить Сталина как великого философа — классика марксизма. Директор Института Маркса и Энгельса академик Рязанов и директор Института философии академик Деборин отказались, а вот Адоратский предложение принял и выступил в «Известиях» с соответствующей статьей. Этот шаг предопределил его последующее возвышение и статус формального главы советской философии.
В 1928—1931 гг. заместитель директора Института Ленина. 26 января—10 февраля 1934 года делегат XVII съезда ВКП(б). В 1931—1936 гг. директор Института философии Коммунистической академии и одновременно в 1931—1938 гг. директор и в 1938—1941, 1944—1945 гг. главный редактор Института Маркса—Энгельса—Ленина . Одновременно с 1936 по 1939 директор Института философии Академии наук СССР. В 1936 г. возглавляет комиссию по приобретению архива Маркса и Энгельса.
Под его редакцией выходят 15 томов сочинений Маркса и Энгельса на русском языке и 8 томов на немецком, готовится издание их переписки.
Похоронен в Москве на Донском кладбище.
А. В. Потапенков отмечает большую заслугу Адоратского в подготовке к изданию и публикации ленинского теоретического наследия.
Память. Улица Адоратского в Ново-Савиновском районе Казани.

## Интересные факты

Ателье С. Фельзер. В. Адоратский с женой и дочерью Варей в казанский период, 1907

- На одной из самых известных работ художника Николая Фешина «Портрет Вари Адоратской» изображена дочь В. В. Адоратского Варя (Варвара Владимировна Адоратская, впоследствии сотрудница ИМЭЛ; 1904—1963)[9][10].

## Основные труды
- «Марксистская диалектика в произведениях Ленина» (1922)
- «Научный коммунизм Карла Маркса» (1923)
- «О государстве. К вопросу о методе исследования» (1923)
- «О теории и практике ленинизма (революционного марксизма)» (1924)
- «Большевизм в годы реакции. В борьбе с ликвидаторством, отзовизмом и троцкизмом. 1908—1914» (1927)
- «О значении марксистско-ленинской теории» (1931)
- «Об изучении произведений Ленина» (1931)